# Maria von Galizien
Maria (poln. Maria; † 11. Januar 1341) war eine ruthenische Prinzessin und masowische Fürstin. Sie entstammte dem Adelsgeschlecht der Rurikiden und heiratete in die masowischen Piasten ein.

## Leben
Maria war Tochter von Herzog Juri I. von Galizien († 1308) und Euphemia von Kujawien, der Tochter von Kasimir I. von Kujawien. Ihre Brüder waren Lew II. und Andreas II.

## Ehe und Familie
Spätestens 1310 heiratete sie Trojden I. von Masowien. Aus der Ehe gingen die folgenden Kinder hervor:
- Bolesław Georg II., Herzog von Masowien
- Euphemia I. von Masowien, Ehefrau von Kasimir I. von Teschen
- Siemowit III., Herzog von Masowien
- Kasimir I., Herzog von Masowien